# Macroplia signatipennis
Macroplia signatipennis är en skalbaggsart som beskrevs av Moser 1918. Macroplia signatipennis ingår i släktet Macroplia och familjen Melolonthidae. Inga underarter finns listade i Catalogue of Life.